# 2013年亞洲室內暨武藝運動會西洋棋比賽
2013年亞洲室內暨武藝運動會国际象棋比賽，

## 奖牌榜
| 項目             | 金牌                                               | 银牌                                               | 铜牌                                         |
| 男子慢棋个人赛   | 余泱漪 6.5分                                       | 萨勒姆 5.5分                                       | 丁立人 5分                                   |
| 女子慢棋个人赛   | 侯逸凡 6.5分                                       | 赵雪 6分                                           | 库尔卡尼 5.5分                               |
| 快棋混合团体赛   | 中国（丁立人、余泱漪、修德顺、侯逸凡、赵雪和郭琦） | 印度（萨巴拉曼、库尔卡尼、塞图拉曼和森古普塔）     | 越南（范黎草原、黄氏宝婵，阮玉长山，黎光廉） |
| 超快棋混合团体赛 | 越南（黎光廉、阮玉长山、范黎草原、阮氏清安）       | 中国（丁立人、余泱漪、修德顺、侯逸凡、赵雪和郭琦） | 印度尼西亞                                   |